# Corpo di Cristo morto nella tomba
Il corpo di Cristo morto nella tomba è un dipinto di Hans Holbein il Giovane del 1521.

## Descrizione
L'opera ritrae il corpo di Cristo prima della resurrezione. Particolare degno di nota è il fatto che la faccia, le mani e i piedi sono in un primo stadio di putrefazione. Il corpo, disteso, appare in più punti emaciato, con la bocca e gli occhi semiaperti. È noto come Holbein abbia utilizzato il corpo di un morto affogato e ripescato nel Reno a modello per quest'opera.
Il dipinto è noto in particolare per le sue realistiche dimensioni (30.5 cm x 200 cm),

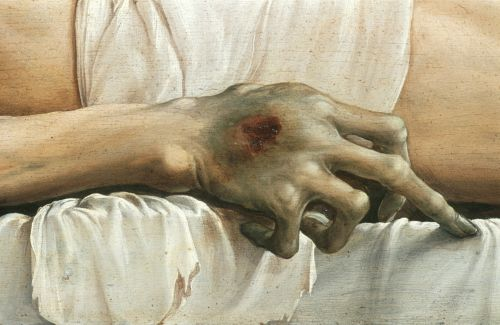
Dettaglio delle mani

Cristo è presentato con tre ferite visibili: una alla mano, una al fianco e l'altra ad un piede. Discutendo del realismo dell'artista, gli studiosi Bätschmann e Griener hanno notato come, nel particolare della mano del Cristo, il dito medio appaia allungato "come per raggiungere lo spettatore", così come avviene per i capelli che "sembrano rompere la superficie del dipinto".

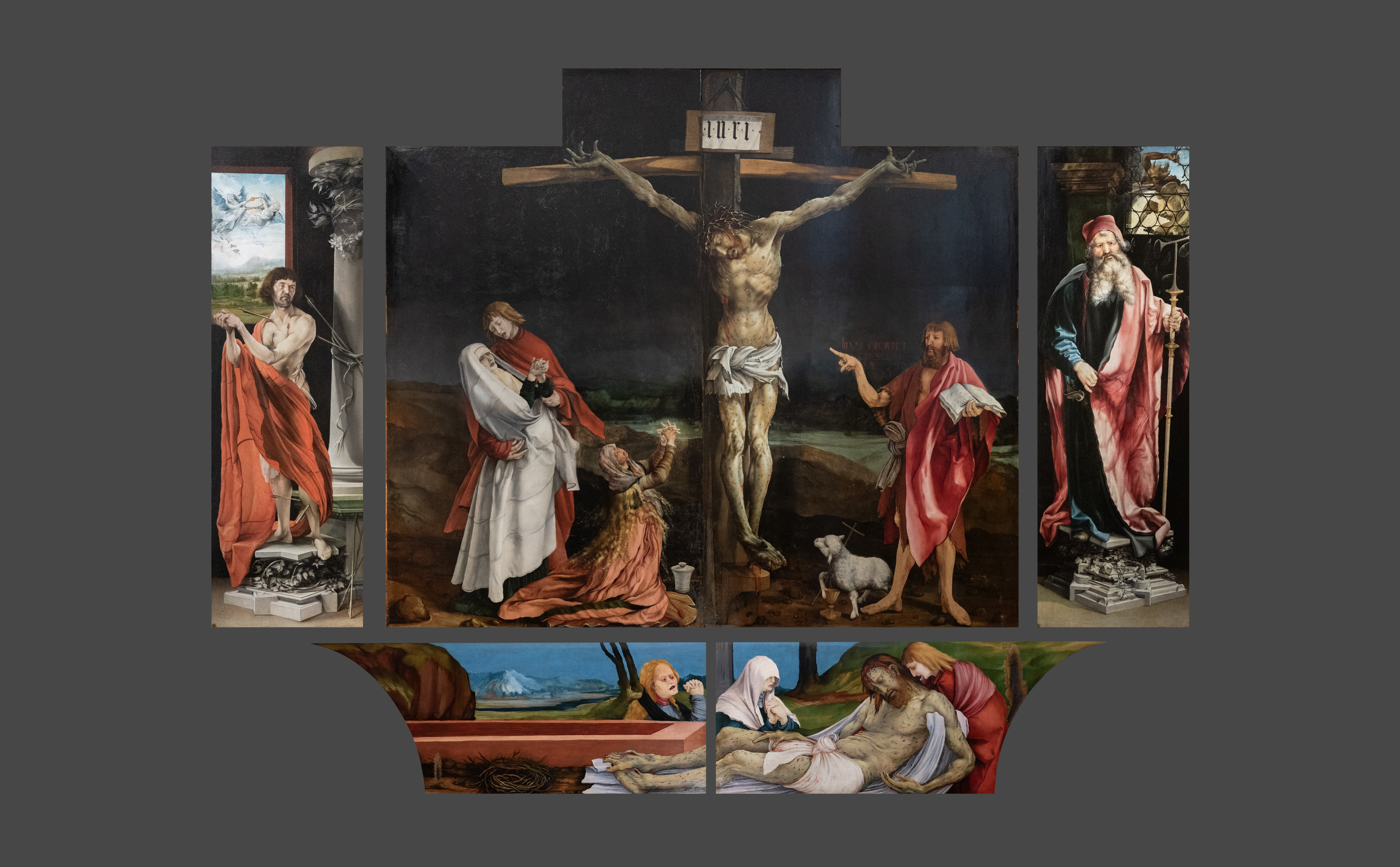
Tavola centrale del dipinto della Crocifissione eseguito da Matthias Grünewald.

## Sfondo storico dell'opera
Era comune a molti artisti dei primi anni della riforma protestante come Holbein essere affascinati dal macabro. Suo padre, Hans Holbein il Vecchio, sicuramente portò il figlio ad osservare la Crocifissione dipinta da Matthias Grünewald nella chiesa di Issenheim, città dove pure il vecchio artista aveva ricevuto importanti commissioni di lavoro. L'intento degli artisti di quest'area e di questo periodo, con queste particolari composizioni che fondevano la pietà col crudo realismo, era sicuramente quello di spingere lo spettatore a considerare ancora più a fondo l'opera osservata, riflettendo sul significato e scatenando un senso di pietismo e di colpa.

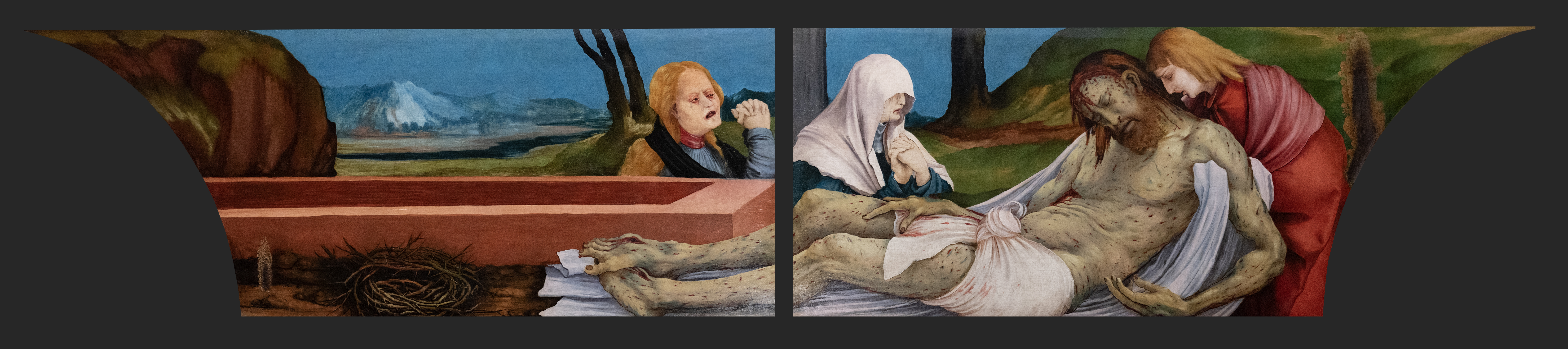
Matthias Grünewald, Lamentazione sul Cristo morto; (predella della Crocifissione di Issenheim), 1512–15, Musee d'Unterlinden, Colmar.

Sul significato dell'opera, è stata proposta l'idea che essa potesse costituire la predella di un più grande quadro d'altare, oppure l'ornamento per un sepolcro. Nel 1999, lo storico dell'arte Oskar Bätschmann e Pascal Griener hanno suggerito l'idea che il pannello potesse costituire parte di una decorazione funeraria, ma che esso potesse essere posto sopra la tomba in questione.

## Ambito teologico
Nell'enciclica Lumen fidei, Papa Francesco cita quest'opera come spunto di riflessione per contemplare la morte di Cristo e così capire il dono di amore nel mistero della passione.

## Riferimenti nella letteratura
- Lo scrittore russo Fëdor Dostoevskij vide questo quadro nel 1867 ad una mostra a Basilea e ne rimase fortemente impressionato. Ne L'idiota, uno dei suoi capolavori, il dipinto è più volte citato e discusso dai personaggi del romanzo, a cominciare dal principe Myškin che, vedendolo, esclama: "quel quadro potrebbe anche far perdere la fede a qualcuno".[6]

- La teorica della letteratura Julia Kristeva ha realizzato una psicoanalisi del dipinto nel suo libro: Black Sun: Depression and Melancholia. La Kristeva si chiede: "Holbein ha immaginato, dipingendo Cristo in quello stato, di sentirsi abbandonato? O, al contrario, ci vuole invitare a considerare la tomba di Cristo come una tomba vivente, per partecipare alla morte raffigurata e ad includerla nella nostra vita così da renderla viva?"[7]

- L'effetto degli occhi e della bocca aperti è stato descritto dal critico d'arte Michel Onfray dicendo che "lo spettatore vede Cristo che vede: egli può anche pensare cosa la morte abbia in serbo per lui, dal momento che Cristo fissa il paradiso, mentre la sua anima già si vi si trova. Nessuno però si è preso la briga di chiudere bocca e occhi al Cristo-uomo. O meglio Holbein vuole dirci che, anche nella morte, Cristo ci vede e ci parla."[3]